# Intellivision
Intellivision是美泰兒（Mattel）在1979年发售的家用游戏机。开发从1978年开始，比主要竞争对手雅达利2600晚不到一年。「Intellivision」是「Intelligent television」（智能电视）的混成词。主机销量突破300万套，有125款游戏发行。
电子游戏网站IGN在2009年将Intellivision列为史上最佳游戏机第14名。在2006年HyperScan发行之前，这是Mattel唯一的游戏机。